# Lista över amerikanska kongressledamöter

## Ledamöter avUSA:s senati 113:e kongressen
- Richard Shelby, R-Alabama, tillträdde 1987
- Jeff Sessions,  R-Alabama, tillträdde 1997
- Lisa Murkowski, R-Alaska, tillträdde 2002
- Mark Begich, D-Alaska 2009
- John McCain, R-Arizona, tillträdde 1987
- Jeff Flake, R-Arizona, tillträdde 2013
- Mark Pryor, D-Arkansas, tillträdde 2003
- John Boozman, R-Arkansas, tillträdde 2011
- Dianne Feinstein, D-Kalifornien, tillträdde 1992
- Barbara Boxer, D-Kalifornien, tillträdde 1993
- Mark Udall, D-Colorado, tillträdde 2009
- Michael Bennet, D-Colorado, tillträdde 2009
- Richard Blumenthal, D-Connecticut, tillträdde 2011
- Chris Murphy, D-Connecticut, tillträdde 2013
- Thomas Carper, D-Delaware, tillträdde 2001
- Chris Coons, D-Delaware, tillträdde 2010
- Bill Nelson, D-Florida, tillträdde 2001
- Marco Rubio, R-Florida, tillträdde 2011
- Saxby Chambliss, R-Georgia, tillträdde 2003
- Johnny Isakson, R-Georgia, tillträdde 2005
- Brian Schatz, D-Hawaii, tillträdde 2012
- Mazie Hirono, D-Hawaii, tillträdde 2013
- Mike Crapo, R-Idaho, tillträdde 1999
- Jim Risch, R-Idaho, tillträdde 2009
- Richard Durbin, D-Illinois, tillträdde 1997
- Mark Kirk, R-Illinois, tillträdde 2010
- Dan Coats, R-Indiana, tillträdde 2011
- Joe Donnelly, D-Indiana, tillträdde 2013
- Chuck Grassley, R-Iowa, tillträdde 1981
- Tom Harkin, D-Iowa, tillträdde 1985
- Pat Roberts, R-Kansas, tillträdde 1997
- Jerry Moran, R-Kansas, tillträdde 2011
- Mitch McConnell, R-Kentucky, tillträdde 1985
- Rand Paul, R-Kentucky, tillträdde 2011
- Mary Landrieu, D-Louisiana, tillträdde 1997
- David Vitter, R-Louisiana, tillträdde 2005
- Susan Collins, R-Maine, tillträdde 1997
- Angus King, I-Maine, tillträdde 2013
- Barbara Mikulski, D-Maryland, tillträdde 1987
- Ben Cardin, D-Maryland, tillträdde 2007
- Elizabeth Warren, D-Massachusetts, tillträdde 2013
- Ed Markey, D-Massachusetts, tillträdde 2013
- Carl Levin, D-Michigan, tillträdde 1979
- Debbie Stabenow, D-Michigan, tillträdde 2001
- Amy Klobuchar, D-Minnesota, tillträdde 2007
- Al Franken, D-Minnesota, tillträdde 2009
- Thad Cochran, R-Mississippi, tillträdde 1978
- Roger Wicker, R-Mississippi, tillträdde 2007
- Claire McCaskill, D-Missouri, tillträdde 2007
- Roy Blunt, R-Missouri, tillträdde 2011
- Max Baucus, D-Montana, tillträdde 1978
- Jon Tester, D-Montana, tillträdde 2007
- Mike Johanns, R-Nebraska, tillträdde 2009
- Deb Fischer, R-Nebraska, tillträdde 2013
- Harry Reid, D-Nevada, tillträdde 1987
- Dean Heller, R-Nevada, tillträdde 2011
- Jeanne Shaheen, D-New Hampshire, tillträdde 2009
- Kelly Ayotte, R-New Hampshire, tillträdde 2011
- Bob Menendez, D-New Jersey, tillträdde 2006
- Jeffrey Chiesa, R-New Jersey, tillträdde 2013
- Tom Udall, D-New Mexico, tillträdde 2009
- Martin Heinrich, D-New Mexico, tillträdde 2013
- Charles Schumer, D-New York, tillträdde 1999
- Kirsten Gillibrand, D-New York, tillträdde 2009
- Richard Burr, R-North Carolina, tillträdde 2005
- Kay Hagan, D-North Carolina tillträdde 2009
- John Hoeven, R-North Dakota, tillträdde 2011
- Heidi Heitkamp, D-North Dakota, tillträdde 2013
- Sherrod Brown, D-Ohio, tillträdde 2007
- Rob Portman, R-Ohio, tillträdde 2011
- James Inhofe, R-Oklahoma, tillträdde 1995
- Tom Coburn, R-Oklahoma, tillträdde 2005
- Ron Wyden, D-Oregon, tillträdde 1996
- Jeff Merkley, D-Oregon, tillträdde 2009
- Bob Casey, D-Pennsylvania, tillträdde 2007
- Pat Toomey, R-Pennsylvania, tillträdde 2011
- Jack Reed, D-Rhode Island, tillträdde 1997
- Sheldon Whitehouse, D-Rhode Island, tillträdde 2007
- Lindsey Graham, R-South Carolina, tillträdde 2003
- Tim Scott, R-South Carolina, tillträdde 2013
- Tim Johnson, D-South Dakota, tillträdde 1997
- John Thune, R-South Dakota, tillträdde 2005
- Lamar Alexander, R-Tennessee, tillträdde 2003
- Bob Corker, R-Tennessee, tillträdde 2007
- John Cornyn, R-Texas, tillträdde 2003
- Ted Cruz, R-Texas, tillträdde 2013
- Orrin Hatch, R-Utah, tillträdde 1977
- Mike Lee, R-Utah, tillträdde 2011
- Patrick Leahy, D-Vermont, tillträdde 1975
- Bernie Sanders, I-Vermont, tillträdde 2007
- Mark Warner, D-Virginia, tillträdde 2009
- Tim Kaine, D-Virginia, tillträdde 2013
- Patty Murray, D-Washington, tillträdde 1993
- Maria Cantwell, D-Washington, tillträdde 2001
- Jay Rockefeller, D-West Virginia, tillträdde 1985
- Joe Manchin, D-West Virginia, tillträdde 2010
- Ron Johnson, R-Wisconsin, tillträdde 2011
- Tammy Baldwin, D-Wisconsin, tillträdde 2013
- Mike Enzi, R-Wyoming, tillträdde 1997
- John Barrasso, R-Wyoming, tillträdde 2007

R=Republikan D=Demokrat
I=Obunden ID=Obunden demokrat